# カレザナブロト
カレザナブロト（伊: Caresanablot）は、イタリア共和国ピエモンテ州ヴェルチェッリ県にある、人口約1,100人の基礎自治体（コムーネ）。

## 地理

### 位置・広がり
| 隣接するコムーネは以下の通り。 - オルチェネンゴ - オルデニーコ - クイント・ヴェルチェッレーゼ - ヴェルチェッリ - ヴィッラータ |